# ローマン・レインズ
- ロマン・レインズ

リーチ・ジョセフ・アノアイ（Leati Joseph Anoa'i, 1985年5月25日 - ）は、アメリカ合衆国フロリダ州ペンサコーラ出身のプロレスラー、元アメリカンフットボール選手。WWEにてローマン・レインズ（Roman Reigns）のリングネームで所属。

## 概要
2010年にWWEに入団し、2012年に３人組ユニット、シールドの一員として頭角を現す。2014年のシールド解散後以降は団体のトップ・レスラーの地位を確立し続け、多くのビッグイベントのメインを飾っている。
例えば2015年から2024年までの10年間で見ると、WWEの年間最大のイベント、レッスルマニアのメインイベントの出場回数は、白血病治療による欠場明けであった2019年、COVID-19の流行により欠場を選択した2020年を除いた８年間で９回にのぼり、これは団体の歴史上最多である。特に1316日間のWWEユニバーサル王座の防衛期間中は、その間に開催された18の５大大会(Big Five)のうち実に13大会のメインイベントに出場し、まさにWWE史上でも特筆すべきスターの役割を担っている。
2014年から2020年までは正統派ベビーフェイスであったが、ストーリーライン、使用する技セット、キャラクターなどに批判が集まり、観客の反応も歓声一色ではなくブーイングが入り交じることもしばしばであった。PWI誌の読者投票による2016年の"最も嫌われたレスラー"部門で他のヒールレスラーらを抑えて1位に選出される一方、同年の"年間最優秀レスラー"部門でも2位となったことは、キャリア序盤に彼が受けた二極化した反応をよく表している。
2018年に白血病の再発による欠場を発表した際の、ローマン・レインズというキャラクターを離れジョセフ・アノアイとして行った率直なスピーチは彼に多くの励ましの声を集め、翌年の復帰以降はファンらも声援で迎えることが増えつつあったが、その人気が決定的なものとなるには至らなかった。
しかし2020年のヒールターンおよびキャラクター変更が大きな転機となる。同年8月にレインズは、自身がサモア系の名門レスリング一家アノアイファミリー出身であると言うことを取り入れた部族長(Tribal chief)という全く異なるキャラクターに変貌を遂げた。自己愛が強く自信過剰で他者からの承認(acknowledgment)を強く求める。また、強い猜疑心を持ち、周囲に愛情を示すこともあれば暴力に訴えることもあると言った不安定な要素を抱えたこのキャラクターは、ジェイ・ウーソ、ジョン・シナ、ブロック・レスナー、コーディ・ローデスらとの、複雑なストーリーを伴う防衛戦を繰り広げていった。
アンダーテイカーは2024年に自身のポッドキャストでレインズの防衛記録について、"これだけ長い間ファンたちの関心をストーリーラインに集め続けたこと"が驚異的な点だと賞賛しており、またジョン・シナは同年のインタビューで、自分にとって史上最も偉大なレスラーはローマン・レインズだと明かしている。

## 来歴

### アメフト選手として
ジョージア工科大学にてアメリカンフットボールで活躍。同時期にアメフトを始めた従甥のウーソズとはよく一緒に練習をしており「三つ巴」と呼ばれていた。
2007年のNFLドラフト終了後の5月、ドラフト外フリーエージェントでミネソタ・バイキングスに入団したが、白血病と診断され、同月下旬に解雇された。同年8月、ジャクソンビル・ジャガーズに加入したが、レギュラーシーズン開幕前に解雇された。なお、バイキングス退団後の7月にWWEにスカウトされたが、サインするまでに至らなかった。
2008年には舞台をCFLに移してエドモントン・エスキモーズに入団。先発3試合を含む計5試合に出場し、9タックルをあげたが同年11月10日に解雇された。

### WWE

#### FCW / NXT
エスキモーズ解雇後、プロレスラーに転向。父であるシカ・アノアイや、叔父のアファ・アノアイのコーチを受けて2010年にWWEとディベロップメント契約。FCWにてトレーニングを開始。ロマン・リーキー（Roman Leakee）のリングネームでデビューし、2011年からはリングネームをリーキー（Leakee）に変更。ドニー・マーロウとタッグを組んでFCWフロリダタッグチーム王座奪取を狙ったが失敗し、シングルへと転向。
2012年1月、レオ・クルーガーとFCWフロリダヘビー級王座を巡り抗争を開始するが、王座を奪取するに至らなかった。同年8月より成功したビジネスマンギミック、ロマン・レインズ（Roman Reigns）へと変更して出場。

#### 2012年
2012年11月18日、WWEのPPVであるSurvivor Series 2012のメインイベントであるCMパンク、ライバック、ジョン・シナによるトリプルスレットマッチにてディーン・アンブローズ、セス・ロリンズと共に乱入。場外へ逃れてきたライバックを捕え、3人で抱え上げて実況席へとパワーボムを見舞った。翌日のRAWにも3人で姿を現し、ライバックを強襲した。それから、WWEの不義を正す正義の盾、ザ・シールド（The Shield）を名乗り活動。主に6人タッグマッチで、数々のスーパースターの急造チームを相手に勝利している。

#### 2013年
2013年、5月のPPVであるExtreme Rules 2013にてロリンズとのタッグでチーム・ヘル・ノーとWWEタッグ王座を賭けて対決し勝利。WWEタッグ王座を奪取した。以降、PPVやRAW、SmackDownで王座を防衛するも10月14日のRAWでコーディ・ローデス & ゴールダストとの王座戦の際にビッグ・ショーの介入に邪魔されてしまい敗戦。王座を奪われた。11月24日、PPVであるSurvivor Series 2013にてサバイバー・シリーズ・エリミネーションマッチに出場し、歴代トップタイとなる4人抜きを達成する快挙を成し遂げた（もう一人は1995年のアジャコング）。

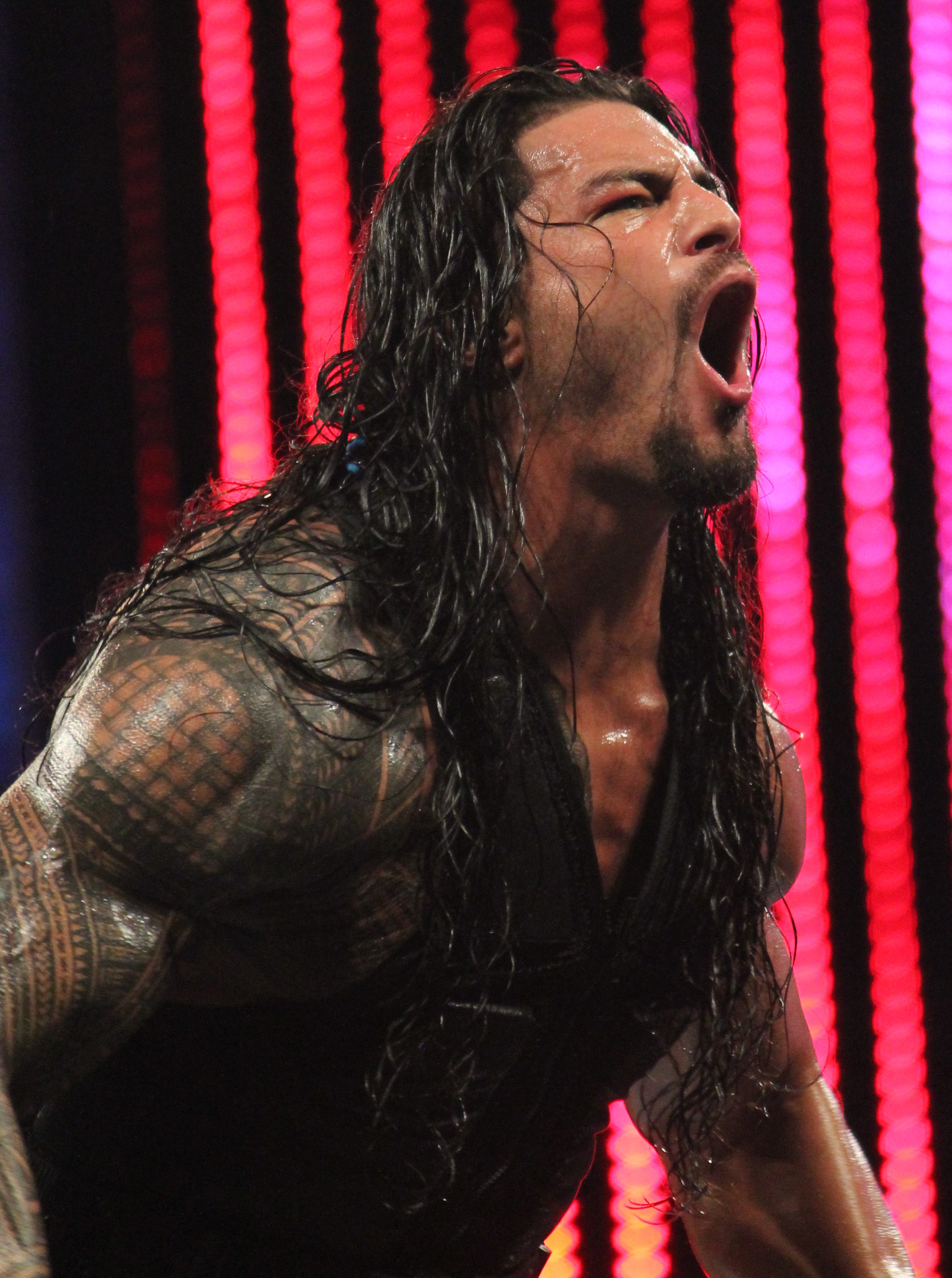
2014年

#### 2014年
2014年1月26日、Royal Rumble 2014に出場。ロイヤルランブルマッチに出場した際にアンブローズに裏切られ落とされかけるが、直後にロリンズがアンブローズを責めたところをアントニオ・セザーロが2人を襲撃し、ロープ際の戦いとなったところで3人まとめて落とした。最終的には大会最高記録となる12人抜きの快挙を達成し、最後まで残るもバティスタとの直接対決にてあと一歩のところまで追い詰めるも投げ落とされてしまい優勝を逃した。以降、権力者勢であるオーソリティーに逆いベビーターン。エボリューションと抗争を展開し、6月1日のペイバックにてエボリューションとのノー・ホールズ・バード戦で勝利を納めるなどしたが、6月2日のRAWにてロリンズが突如裏切ってエボリューション入りし、シールドは解散した。
7月にはオーソリティーによりWWE世界ヘビー級王座を賭けた予選バトルロイヤルラダーマッチに出場する事を禁じられるが、ヴィッキー・ゲレロを挑発した事から予選出場。王座戦にまで至ったものの、王座は奪取ならず。9月21日、Night of Champions 2014が開催される前日に椎間板ヘルニアの症状が悪化。長期欠場する事になった。11月23日のSurvivor Series 2014にて順調に経過している事をPVを通して報告した。12月14日、TLC & S 2014のセス・ロリンズ vs ジョン・シナにおいて、オーソリティーやビッグ・ショーの乱入でシナが劣勢になったところで登場し、スピアーやスーパーマン・パンチを連発してシナの勝利をアシストした。

#### 2015年
2015年1月25日、Royal Rumble 2015にてロイヤルランブルマッチに19番目で出場。終盤まで残りビッグ・ショー、ケインに攻められるが、ビッグ・ショーとケインが口論したところの隙を突いて脱落させる。憤怒した2人によりリング上で攻められていたところをザ・ロックにより助けられ、最後まで隠れて隙を狙って襲撃に来たルセフを脱落させて優勝を飾った。しかしロックに助けられたことをトリプルHに指摘され、口車に乗せられてダニエル・ブライアンとWWE王座挑戦権を賭けて戦うことを承諾。2月22日、Fastlane 2015にてブライアンに勝利し王座挑戦権を完全に自分の物にした。3月29日、WrestleMania 31でブロック・レスナーに挑戦したが、試合終盤にセス・ロリンズが登場しマネー・イン・ザ・バンクの権利を行使。試合はトリプルスレットマッチに変更され、ロリンズにフォールを奪われたことで敗退した。11月9日より空位となったWWE世界ヘビー級王座を巡るトーナメントに出場。1回戦でビッグ・ショー、2回戦でセザーロを破る。同月22日、Survivor Series 2015にて準決勝でアルベルト・デル・リオと対戦。終盤にスピアーを狙ったところへカウンターのスーパーキックを浴び、デル・リオのフィニッシャーであるクロスアーム・ブリーカーを仕掛けられるがシットアウト・パワーボムで持ち堪え、最後にスピアーを決めて勝利。同日、決勝でアンブローズと対戦。互いに死力を尽くし終盤にはポスト際でのエルボーとクローズラインの打ち合いになるが最後に助走をつけて走ってきたアンブローズにスピアーを決めて勝利。王座を戴冠してトリプルHから称えられるが直後にシェイマスからブローグ・キックを喰らうとマネー・イン・ザ・バンクの権利を行使され1度は返したものの再度ブローグ・キックを喰らい3カウントを取られ数分間の天下に終わった。同月14日、RAWにてWWE世界ヘビー級王座を保持するシェイマスに挑戦。ビンス・マクマホンが立会人となり中盤にはスーパーマンパンチをシェイマスに決めてフォールするがビンスの介入によって阻止され、ルセフとアルベルト・デル・リオの乱入からピンチに陥るがシェイマスとビンスにスーパーマンパンチを決める。終盤にはシェイマスからブローグキックを喰らいカウント2で返し、再度ブローグキックを決めようとしたシェイマスにカウンターのスピアーを決めて勝利。試合後にWWE世界ヘビー級王者としてベルトを掲げ上げた。

#### 2016年
2016年1月24日、Royal Rumble 2016のロイヤルランブルマッチ形式であるWWE世界ヘビー級王座戦にて1番手で登場。29人を相手に防衛する形となり開始。2番手のルセフ、4番手のタイラー・ブリーズと落として順調なスタートを切るが14番手で登場したルーク・ハーパーが入場したところへ突如リング外からリーグ・オブ・ネーションズ（ルセフ & シェイマス & アルベルト・デル・リオ）から場外へ引きずり降ろされ襲撃を受けて退場。29番手のシェイマスが登場したところへ復活するとスーパーマンパンチで襲撃。続けてザ・ミズ、アルベルト・デル・リオを脱落させる。しかし、シェイマスへスーパーマンパンチを放ち落としたところへ背後から30番手のトリプルHより落とされ脱落。王座から陥落した。4月3日、Wrestle Mania 32にてWWE世界ヘビー級王座戦を保持するトリプルHに挑戦。中盤に場外で大きな助走をつけてスピアーを決めてフェンスを突き破った際に左腕を痛めてしまい、負傷箇所を徹底的に攻められる。終盤には場外からリングに入ってきたトリプルHにスピアーを決めてフォールするがステファニー・マクマホンに邪魔されて3カウントは取れず。ステファニーはスピアーで吹き飛ばしたものの、直後にトリプルHよりペディグリーを喰らってしまう。それでも耐えきり、最後にはスレッジハンマーを取り出したトリプルHにスピアーを決めて勝利、ベルトを奪取した。9月25日、Clash of Champions 2016にてWWE US王座を保持するルセフに挑戦。終盤にアコレードを極められるが脱出に成功するとスピアーを決めて勝利。ベルトを奪取した。

#### 2017年
2017年4月2日、WrestleMania 33にてジ・アンダーテイカーと対戦。終盤に満身創痍となったアンダーテイカーに対してスーパーマンパンチとスピアーを何度も繰り返し、最後にスピアーを決めて勝利した。同月18日、実兄ロージーが逝去。10月9日、RAWにてザ・ミズが行うトークショー、MizTVにてミズにリングから出るよう告げるが挑発されているところにアンブローズとロリンズが登場。リングに上がりミズとシェイマス、セザーロ、カーティス・アクセルを襲撃。最後にはミズにトリプル・パワーボムを決めてザ・シールドの復活をアピール。続いてブラウン・ストローマン vs マット・ハーディーの試合でストローマンが勝利。退場しようとしたところ襲撃すると実況席にトリプル・パワーボムを決めた。11月20日、RAWにてWWE IC王座を保持するザ・ミズに挑戦。終盤にセザーロ & シェイマスの介入によりミズからスカル・クラッシング・フィナーレを喰らうがカウント2で返す。そしてバックステージからディーン・アンブローズとセス・ロリンズが登場してセザーロとシェイマスを襲撃するアシストを受けると最後にミズにスピアーを決めて勝利。ベルトを奪取した。

#### 2018年
2018年8月19日、SummerSlam 2018にてWWEユニバーサル王座を保持するブロック・レスナーに挑戦。試合前にマネー・イン・ザ・バンク・ラダー・マッチの勝利者であるブラウン・ストローマンがキャッシュインを行えるように場外で待機する状態で試合を開始。中盤にスピアーを仕掛けるも回避されて場外にいるストローマンに直撃。これを受けてレスナーが自身をリングに投げ込みストローマンを攻撃。リングに上がったレスナーにスピアーを決めて勝利。ベルトを奪取した。
10月22日、RAWにてアメフト選手時代の22歳の頃に診断された白血病が再発した事を発表。WWEユニバーサル王座を返上すると共に治療に専念するため離脱を宣言した。

#### 2019年
2月25日、約4か月ぶりにRAWに登場。白血病が寛解状態まで回復したとし、復帰を発表した。
4月16日に放送されたSmackDown LIVEに登場。スーパースター・シェイクアップ（例年レッスルマニア後の放送で行われる、ブランド間の所属選手の異動）によりSmackDown LIVE所属となる事が発表された。

#### 2020年
2月28日に放送されたSmackDown LIVEに登場。前日の2月27日のサウジアラビア大会（スーパーショーダウン）にてWWEユニバーサル王座を獲得したゴールドバーグに対して挑戦を表明し、4月5日のレッスルマニア36にてWWEユニバーサル王座を行うことが発表された。しかし、新型コロナウイルスの影響と前述の白血病による重篤化を懸念したため、出場辞退、以降欠場している。
8月23日に放送されたSummerSlam 2020にてストローマンvsブレイ・ワイアットの試合後に両者を襲撃。ワイアットが戴冠したWWEユニバーサル王座のベルトを掲げ、王座再挑戦をアピールし電撃復帰した。翌週のSmackDownでは、PayBack 2020で行われるWWEユニバーサル王座戦の契約書にサイン。さらにブロック・レスナーの元マネジャーだったポール・ヘイマンと結託関係にあることを示唆しヒールターンを果たした。
8月30日、PayBack 2020にてワイアットとストローマンとの三つ巴戦を行うが、試合が始まっても契約書にサインせず、リングにも現れなかった。そしてワイアットとストローマンが消耗した終盤に契約書にサインしてリングに上がると、疲弊した二人を攻め立て、最後はストローマンにスピアーを決めてWWEユニバーサル王座に返り咲いた。
9月27日、実のいとこのジェイ・ウーソとクラッシュ・オブ・チャンピオンズ2020でユニバーサル王座を賭けて対戦しTKO勝利し王座防衛に成功した。
10月25日、ヘル・イン・ア・セル2020でヘル・イン・ア・セル・“アイ・クイット”戦でジェイ・ウーソと再戦し、勝利した。
11月23日、サバイバー・シリーズ2020でWWE王者のドリュー・マッキンタイアと王者vs王者の試合を制した。
その後、ケビン・オーエンズが家族の侮辱をしたことから新たな抗争に発展。12月20日、TLC2020でのTLC戦にてケビン・オーエンズに勝利した。

#### 2021年
1月31日、ロイヤルランブル2021でのラストマン・スタンディング・マッチで、ケビン・オーエンズと再戦し勝利した。
2月21日、エリミネーション・チェンバー2021で直前にエリミネーション・チェンバー戦を制し大ダメージを受けていたダニエル・ブライアンを相手に王座戦を行い、1分半ほどで勝利した。
4月11日、レッスルマニア37でロイヤルランブル2021で優勝したエッジ、抗争が続いていたブライアンとトリプルスレッド形式で対戦。エッジからクロスフェイス、ブライアンからイエスロックを同時に極められるなどピンチを招くが、ブラッドラインのメンバーの助けを借りて有利な状況を作り出し、最後は2人にコンチェアト（イス2脚を使った頭部への攻撃）を決め、2人同時にフォールして王座を防衛した。
5月16日、レッスルマニアバックラッシュにて、セザーロとWWEユニバーサル王座戦を行い勝利し王座防衛に成功した。
7月18日、マネー・イン・ザ・バンクにて、エッジとWWEユニバーサル王座戦を行い勝利し王座防衛に成功した。
8月21日、サマースラムにて、ジョン・シナとWWEユニバーサル王座戦を行い勝利し王座防衛に成功した。
9月26日、エクストリーム・ルールズにて、ザ・デーモン・フィン・ベイラーとWWEユニバーサル王座戦を行い勝利し王座防衛に成功した。
10月21日、クラウン・ジュエルにて、ブロック・レスナーとWWEユニバーサル王座戦を行い勝利し王座防衛に成功した。

#### 2022年
1月1日、Day1に出場する予定だったが、新型コロナウイルス感染症に感染したことにより欠場、レスナーとの防衛戦は中止となった。一方そのレスナーは急遽WWE王座戦の5WAY戦に組み込まれ、王者ビッグEからピンフォールを奪い王座戴冠。後に両者は3ヶ月後のレッスルマニア38で統一王座戦をすることになる。
1月30日、ロイヤルランブルにてセス・ロリンズとWWEユニバーサル王座戦を行い勝利し、王座防衛に成功した。
2月20日、エリミネーション・チェンバーにてゴールドバーグとWWEユニバーサル王座戦を行い勝利し、王座防衛に成功した。
4月3日、レッスルマニア38でWWE王座のブロック・レスナーと対戦して勝利し、WWE王座とWWEユニバーサル王座を獲得して統一王者になった。
5月8日、レッスルマニア・バックラッシュにて6人タッグマッチを行い、ランディ・オートン、マット・リドル、ドリュー・マッキンタイア相手にウーソズとタッグを組み勝利する。
6月17日、スマックダウンにてマット・リドルと統一王座戦を行い、勝利して王座防衛に成功した。
7月30日、サマースラムにてラストマン・スタンディング・マッチでブロック・レスナーと統一王座戦を行い、勝利して王座防衛に成功した。
9月3日、クラッシュ・アット・ザ・キャッスルにてドリュー・マッキンタイアと統一王座戦を行う。試合終盤にクレイモアを食らいピンチに陥るが、敗北寸前でウーソズの弟ソロ・シコアの介入により勝利。王座防衛に成功した。
11月5日、クラウン・ジュエルにてローガン・ポールと統一王座戦を行う。ローガン・ポールのラッキーパンチが当たり、ローガンが勝つかと思われたが試合終盤のウーソズ、ソロ・サコアの介入により勝利して王座防衛に成功した。
11月26日、サバイバー・シリーズの男子ウォー・ゲーム戦のチームブラッドラインとしてチームシェイマス、ブッチ、リッジ・ホランド、ケビン・オーエンズ、ドリュー・マッキンタイアと戦い、勝利した。

#### 2023年〜
1月29日、ロイヤルランブル2023にて、ケビン・オーエンズ相手にタイトルの防衛戦を行いスピアーを決めて勝利。
試合後にはオーエンズ相手に執拗に攻撃を繰り返し、それにブラッドラインのメンバーであるサミ・ゼインが怒り椅子で叩きつけられるが、それを明確な裏切りと判断し袋叩きにして追放する。
2月18日、エリミネーション・チェンバー2023にて、サミ・ゼイン相手にタイトルの防衛戦を行い勝利する。
2024年1月、ロイヤルランブル大会ではAJスタイルズ、LAナイト、ランディ・オートンとの4way形式の統一WWEユニバーサル王座防衛戦が行われた。試合はレインズがスタイルズをピンフォールし、防衛に成功した。
2024年4月のレッスルマニア40Day1のメインイベントでザ・ロックと組み、コーディ・ローデス&セス・ロリンズ組と対戦。試合はザ・ロックがローデスをピンフォールし勝利。翌Day2の王座戦はブラッドラインルールで行われることとなった。
しかし、翌Day2のローデスに対する防衛戦に敗れ王座陥落。これによりWWE王座の在位は735日、WWEユニバーサル王座は2020年の8月からの1316日でストップした。
その後しばらく欠場が続いていたが、2024年8月のサマースラムのメインイベント、コーディ・ローデス対ソロ・シコア戦の最中にサプライズ復帰。シコアに攻撃を加えた。
2024年10月、バッドブラッドのメインイベントでコーディ・ローデスと組み、ソロ・シコア&ジェイコブ・ファトゥ組と対戦。ローデス組は勝利を収めている。
2024年11月、サバイバー・シリーズのメインイベントのウォーゲーム戦でソロ・シコア組に勝利した。
2025年4月、レッスルマニア41Day1のメインイベントの3way戦でCMパンクと共にセス・ロリンズに敗れた。試合中にはポール・ヘイマンがパンクとレインズを裏切り、ロリンズに味方するというサプライズがあった。
2025年7月14日のRAWでOTC1として復帰。

## その他
- プロレス界を代表するレスリング・ファミリーであるアノアイ・ファミリーの一員。父はワイルド・サモアンズで活躍したシカ・アノアイ。兄はロージーなどのリングネームで活躍したマット・アノアイ。
- ベビーフェイス時代にはブーイングを受けることが多く、かつてのジョン・シナと同じような扱いを観客から受けていた。
- 白血病を患っており、王座を返上し暫定的に引退したことがある。

## 得意技

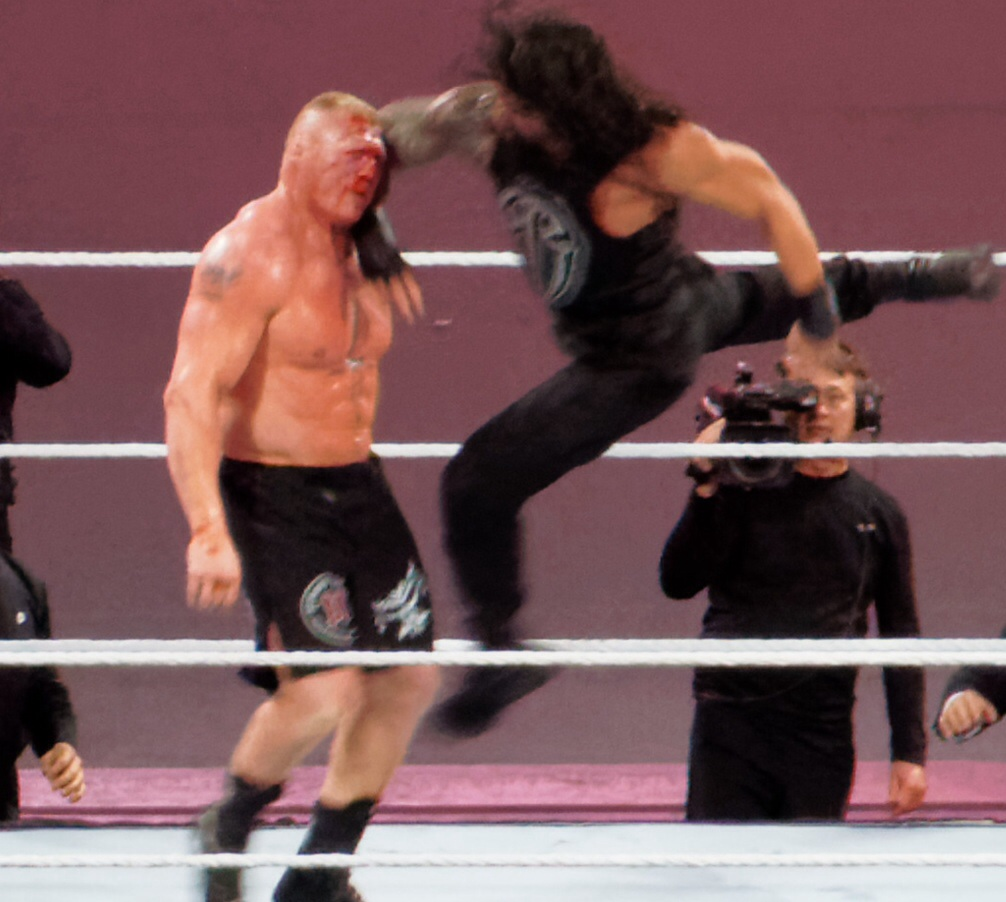
スーパーマンパンチ

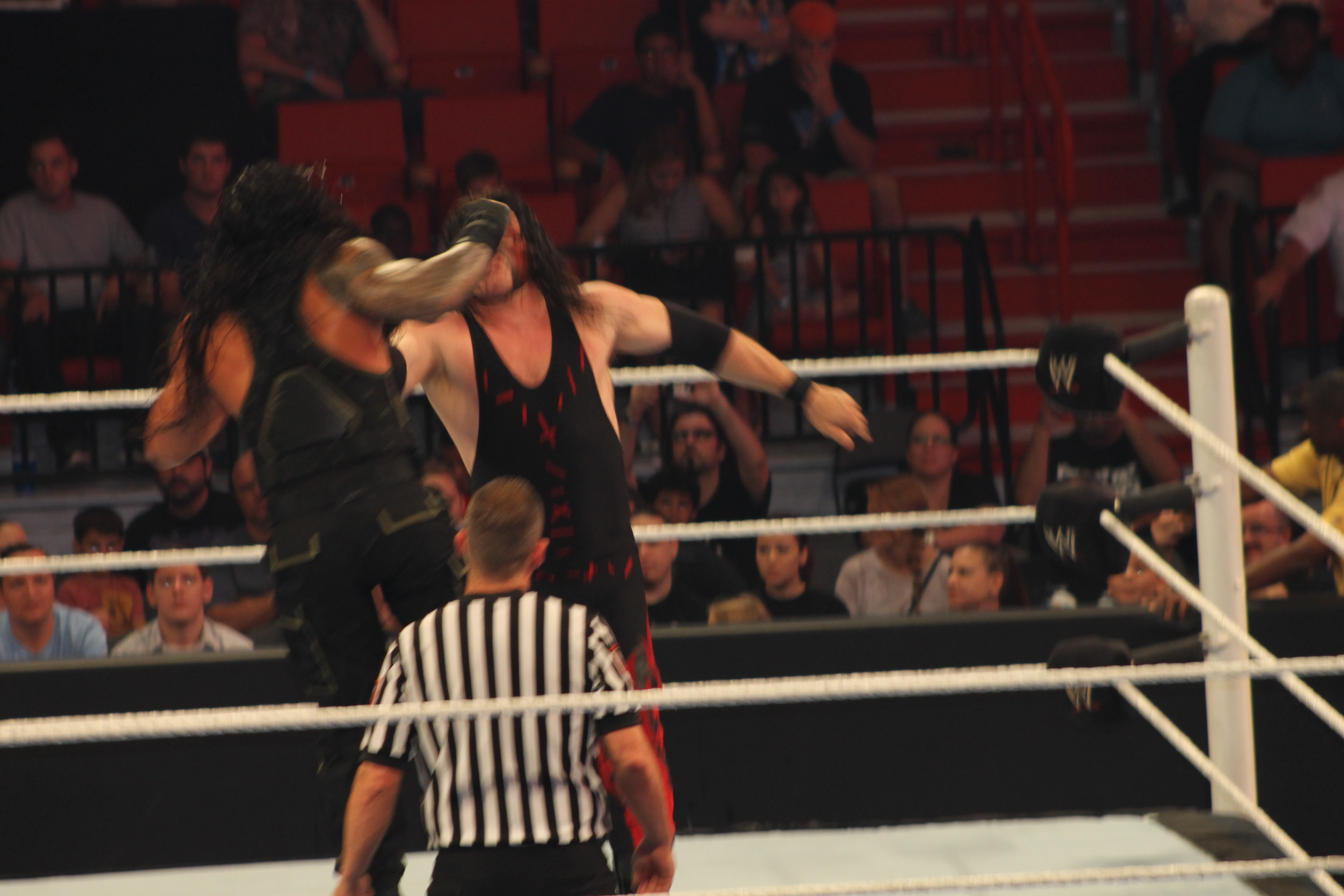
スーパーマンパンチ

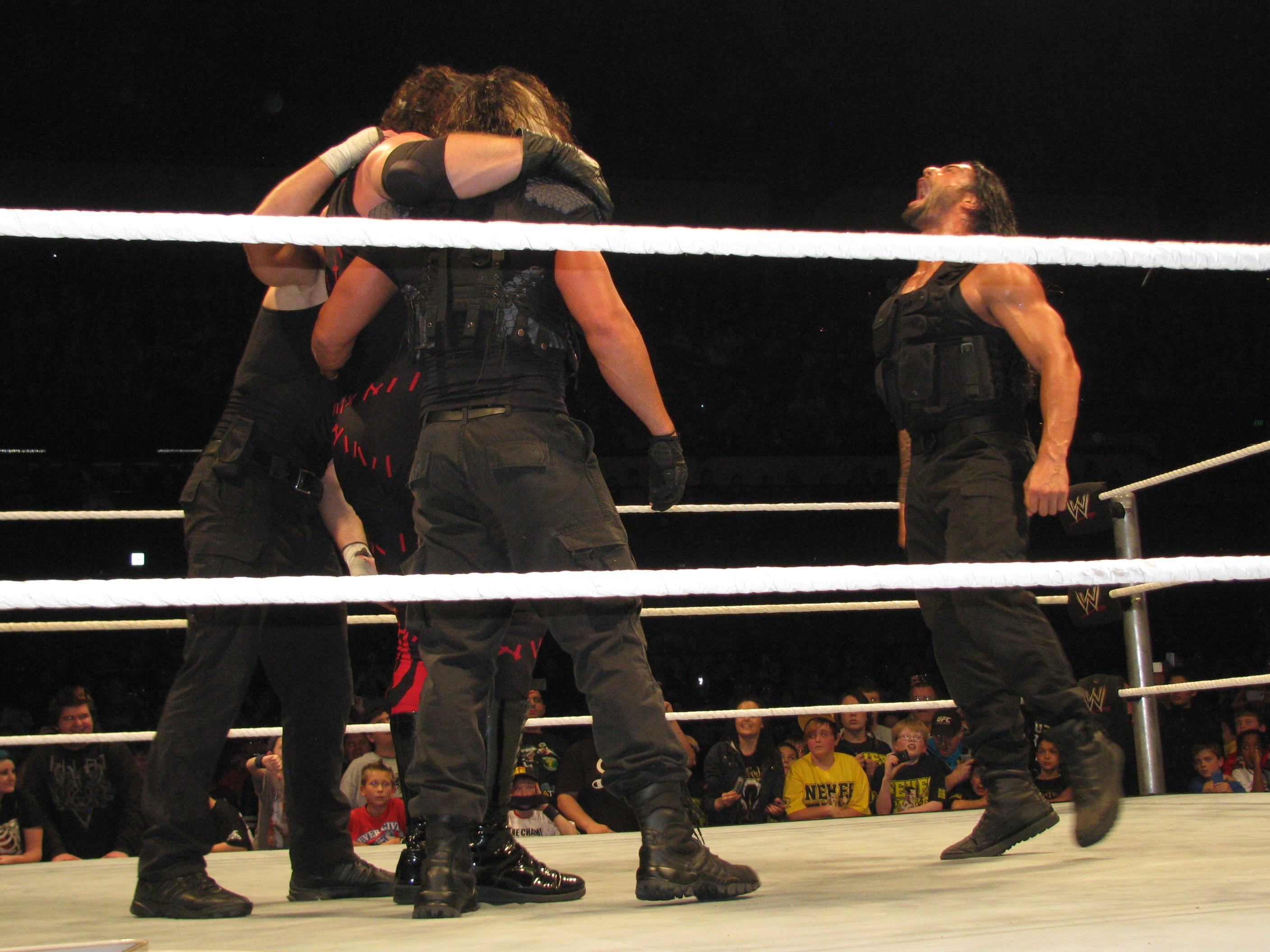
トリプルパワーボム

### フィニッシュ・アピール
下記のフィニッシュホールドをする前に行うアピールであり、ザ・シールド結成後にフィニッシュホールドとして重宝しているスピアーとシールド・ボムの前に行う（その他の合体技でも使うことが多数ある）。モチーフはサモアン式の雄叫び（WOO AHH）。

### フィニッシュ・ホールド

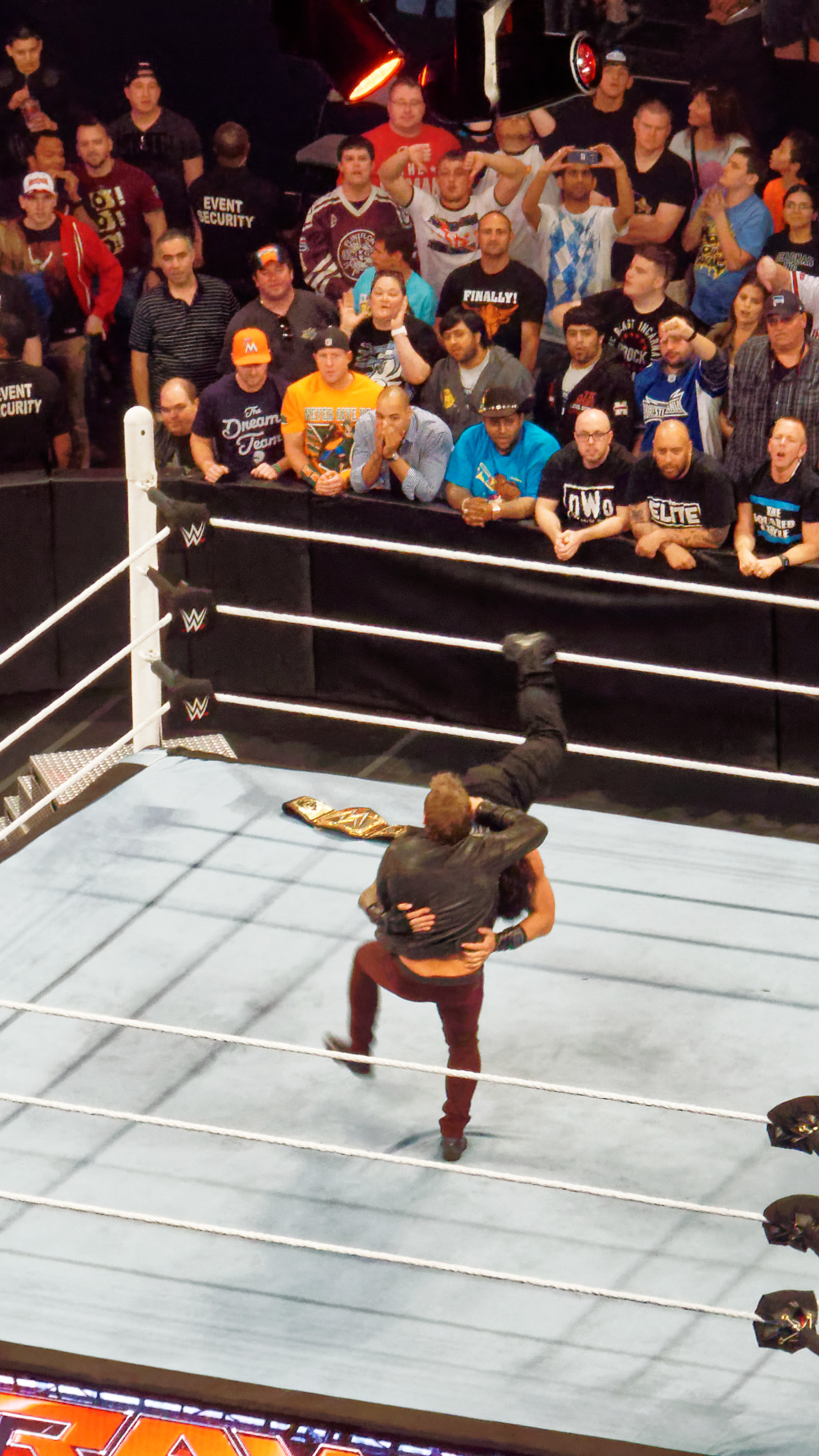
スピアー
WWE昇格後、ザ・シールドの一員となってから重要な場面で起死回生の必殺技として使用している。コーナー付近で行われるフィニッシュアピールから、相手の胴に素早く組み付き、なぎ倒す。ロープに走った際など、カウンターとして使うこともある。
2014年にシールドが解散しシングルプレイヤーになった後はフィニッシャーになった。
スーパーマンパンチ
助走をつけ（時にはカウンターで）相手の顔面や顎(あご)へ放つパンチ。技を出す前にコーナー付近にて、右腕をショットガンの銃器で引き金を引くジェスチャーから助走して迫り、相手を殴り付けるパフォーマンスが定番だが、攻勢において不利になった場面においては予告なしにカウンターとしても使用する。
入場時や試合中盤などに、引き金を引くジェスチャーの後、思い切り床に向かって拳を叩きつけるスーパーマンパンチのロングアピールを行うこともある。(現在はこの入場アピールはなし)
ギロチン・チョーク
2020年のヒールターン後からフィニッシャーとしての使用が増えている。レフェリーストップで決着になることが多い。
シールド・ボム(トリプル・パワーボム)
元々の技名はトリプル・パワー・ボムで、2017年の再結成の頃からシールド・ボムと呼ばれるようになった。
ザ・シールドの合体必殺技であり、ディーン・アンブローズとセス・ロリンズは、相手の脇に首を入れてアトミック・ドロップの形で高々と持ち上げた状態でレインズが「WOO AHH！」と一声上げてから相手の脚を抱えて三人がかりで相手をリング(テーブル実機席)に叩き落とすのが特徴的。また、ロリンズが倒れて居る状態で、アンブローズが相手の背後からアトミック・ドロップの形で相手を高々と持ち上げ、レインズは相手の脚を抱えて2人で相手を叩き落としたこともある。ザ・シールド時代の最高位の必殺技。

### 打撃技
ナックル・パンチ
アッパーカット
地獄突き気味に放つ。
クローズライン
通常のクローズライン、コーナーにもたれかかっている相手に連発でクローズラインを打ち込むバージョンも使用。
フライング・クローズライン
バックエルボー
ビッグブーツ
ドライブ・バイ
相手の頭部をリング内からエプロンに突き出るように据え、自らは場外に降りリングサイドを助走して相手に跳び上がり式の前蹴りを見舞う。自らは尻餅を付くようにエプロンに着地する。

### 投げ技
スープレックス
スーパープレックス
ベリー・トゥー・バック・スープレックス
抱え上げ式バックドロップを使用。
シングルアームDDT
ダウンサイズ
ジャックナイフ・パワーボム
サモアンドロップ
アノアイファミリー伝統の技。レインズの場合は片手で相手を持ち上げて勢いよく落とす形を用いている。
ポップアップ・サモアンドロップ
正面から走ってくる相手をに上方に放り投げ、そのままキャッチしサモアンドロップに移行する。
スプラッシュマウンテン
モメント・オブ・サイレンス
FCW時代のフィニッシャー。
バックスープレックス・サイドスラム
抱え式バックドロップの体勢で相手を担ぎ上げ、空中で相手の体を旋回させながら体重を浴びせてマットに叩きつけるバック・スープレックス・サイドスラム。NXT時代のフィニッシャーであり、現在も愛用。
チェックメイト
相手をスタンディング式ヘッドロックに捕らえた状態でリング内を助走して自ら、ジャンプして遠心力で相手を顔面からマットに叩きつける変形ブルドッキング・ヘッドロック。
シットダウン・パワーボム
相手をパワーボムの体勢で肩の高さまで持ち上げて両足を開きながら尻餅をつき、前方へと落下させた相手の背中を自身の両足の間へ叩きつける。
ワンアーム・シットダウン・パワーボム
スクールボーイで丸めた勢いで持ち上げてからのシットダウンパワーボム。
裏投げ
投げっぱなしで放つ。

### 飛び技
ノータッチ・トップロープ・プランチャ

### 絞め技・ 関節技
スリーパーホールド
グランド・ヘッドロック
相手が倒れた状態で自身は、グラウンド上でが横に倒れた体勢でサイド・ヘッドロックを仕掛ける技。
チンロック
チンとは「顎」の意味。
相手の顎と上頭部を自身の腕をフックして首を捻る。

## 獲得タイトル

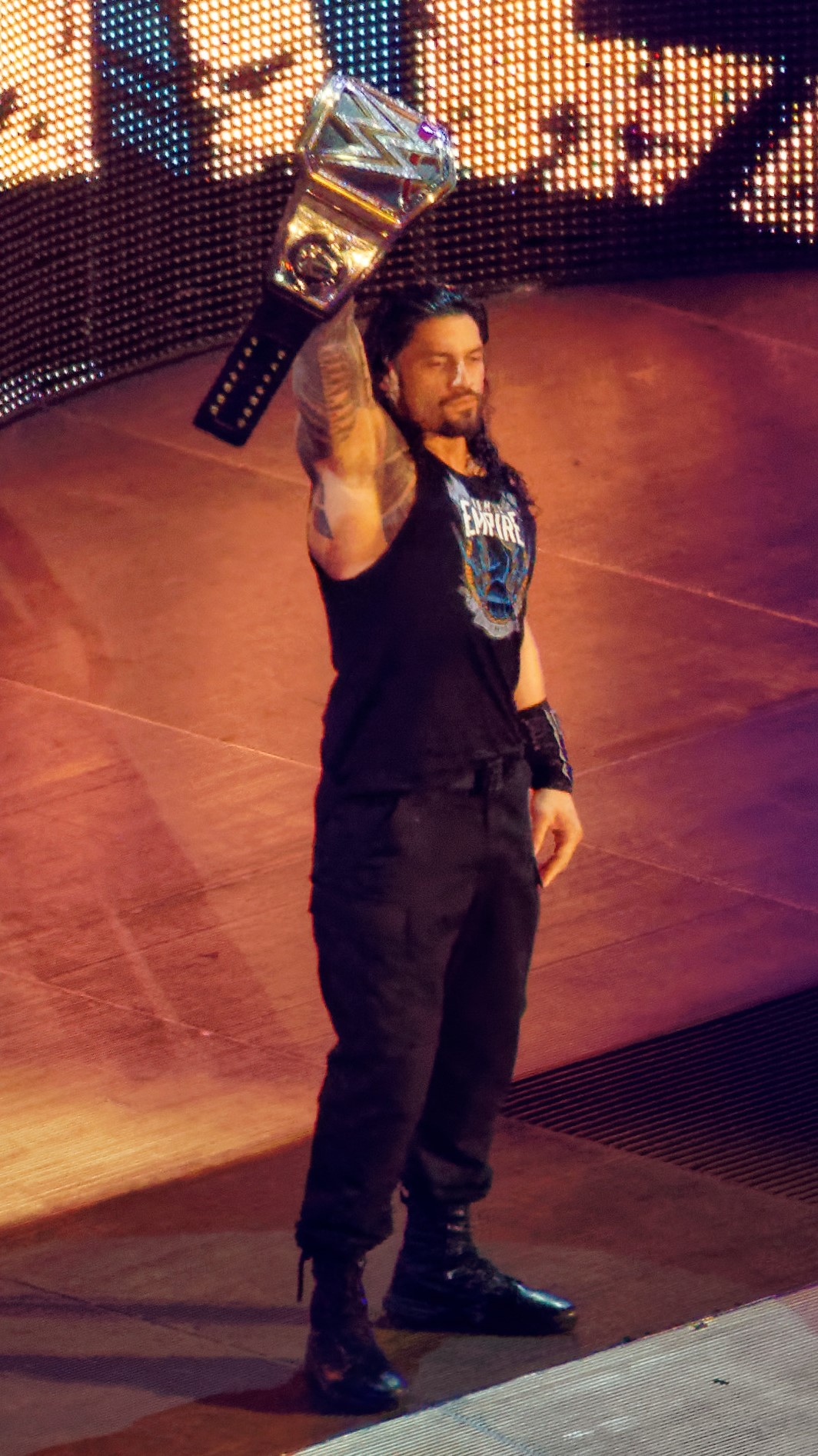
WWE世界ヘビー級王座

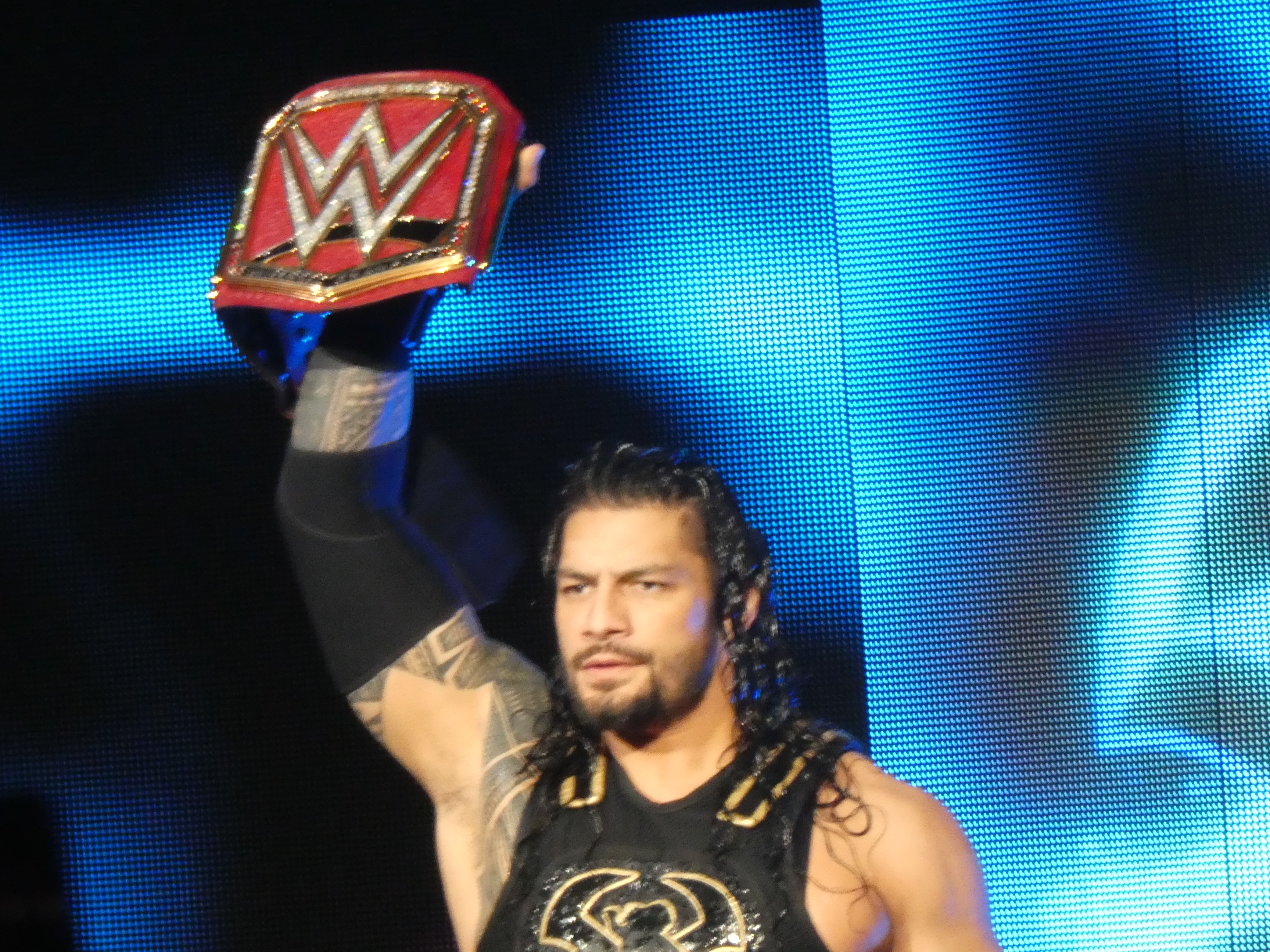
WWEユニバーサル王座(RAW)

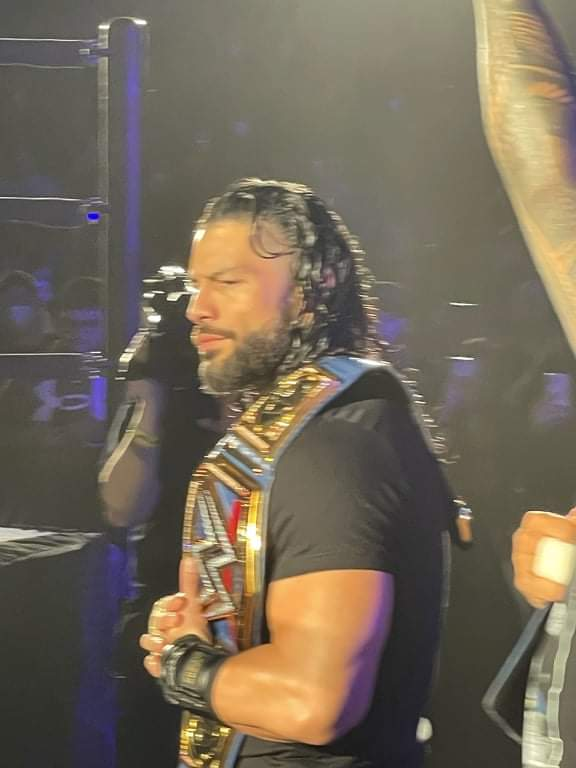
ユニバーサル王者(smackdown)

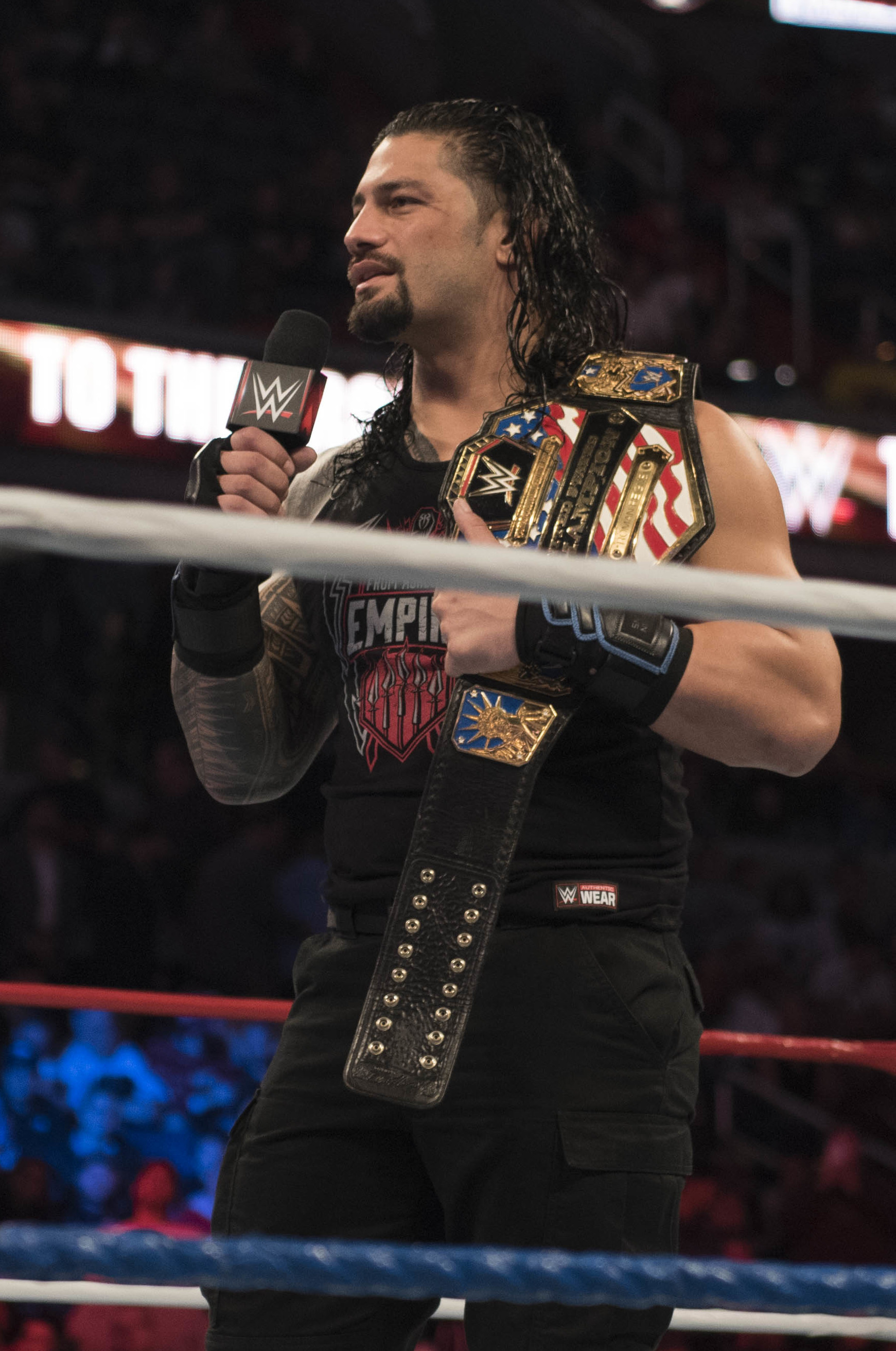
WWE US王座

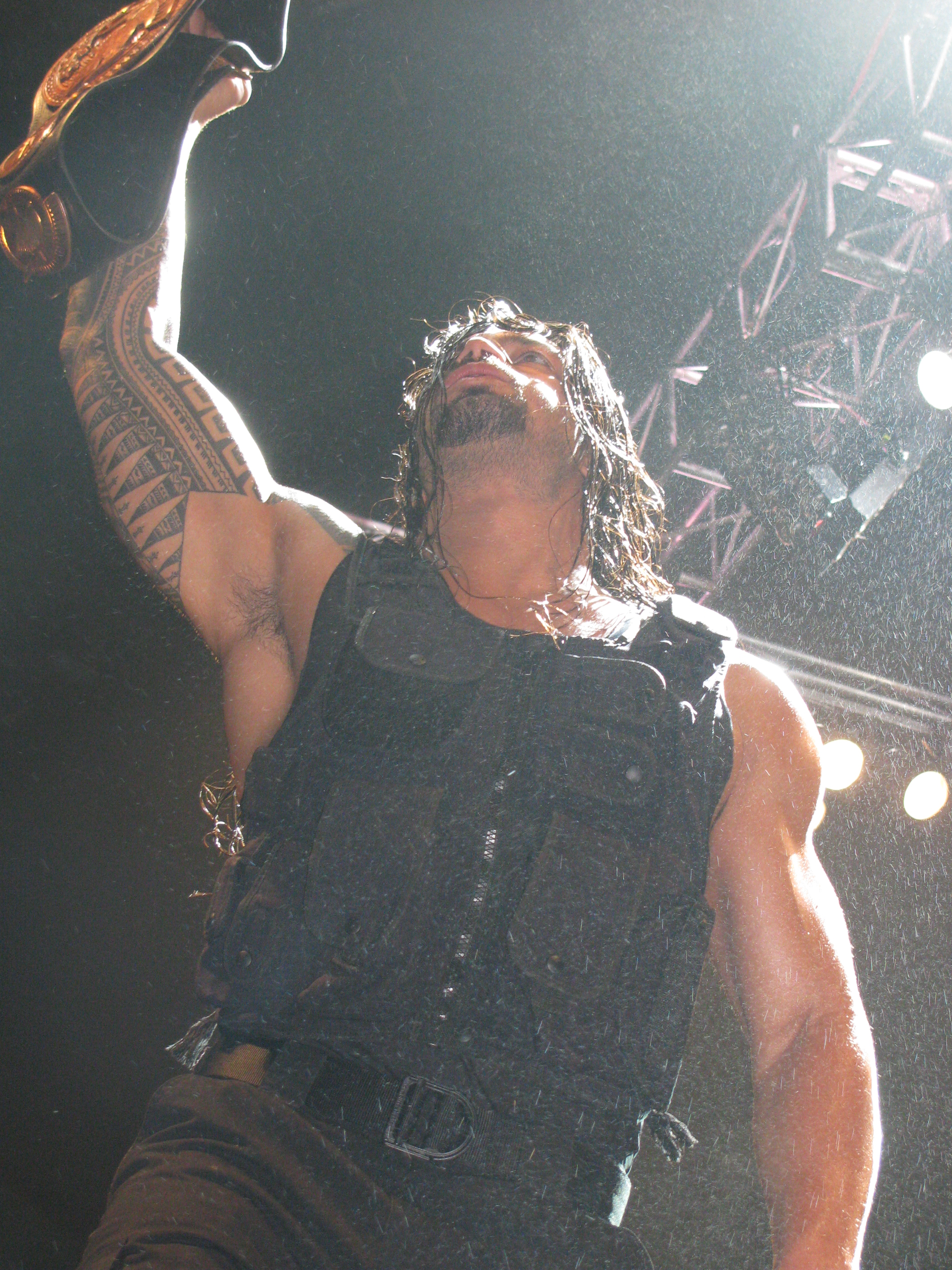
WWEタッグ王座

WWE
- 統一WWEユニバーサル王座 : 1回
- WWEユニバーサル王座 : 2回
- WWE王座 : 4回
- WWE US王座 : 1回
- WWE IC王座 : 1回
- WWEタッグ王座 : 1回

w / セス・ロリンズ
- ロイヤルランブル : 2015年
- トリプルクラウン達成
- グランドスラム達成

FCW
- FCWフロリダタッグチーム王座 : 1回

w / マイク・ダルトン

## 入場曲
- Special Op
- The Truth Reigns
- Head of the Table
- I am Greatness - 現在使用中